# Peter Joseph Mülhens
Peter Joseph Mülhens (* 4. Mai 1801 in Köln; † 23. September 1873 ebenda) war ein Kölner Unternehmer und Sohn des Begründers des Hauses 4711, Wilhelm Mülhens. Er war mit Emily Hannah Ries (1820–1859), Tochter des Komponisten Ferdinand Ries, verheiratet und hatte 12 Kinder.

## Leben und Wirken
Nach einer kaufmännischen Ausbildung in Köln trat er in das Unternehmen seines Vaters ein. Er unternahm einige Geschäftsreisen ins Ausland, um zu expandieren, und erweiterte die Produktpalette der Firma zunächst um Wein und Mineralwasser. Auch übernahm er die vom Glasbläser Molanus entworfene Kropf-Molanus-Flasche und führte ein farbiges Etikett für Kölnisch-Wasser-Flaschen ein.
In einem im Jahr 1832 stattgefundenen Gerichtsverfahren wurde Wilhelm Mülhens wegen „Namensmißbrauchs“ verurteilt. Er wie auch seine Geschäftspartner verloren das Recht aufgrund des Vertrages von 1803 den Namen „FARINA“ zu benutzen. (Urteil des königlichen Landgerichts, 1. Civilkammer zu Cöln)
Um weiter unter dem Namen „FARINA“ zu firmieren, nahm 1832 Peter Joseph Mülhens, der Sohn von Wilhelm Mülhens, einen Farina aus Mortara (Italien) in seine Firma als Teilhaber auf für „Comptoir Arbeiten und Beaufsichtigung der Fabrikation“. 1847 starb dieser Farina aus Mortara.
Im Jahr 1848 war er Mitglied des Vorparlaments.

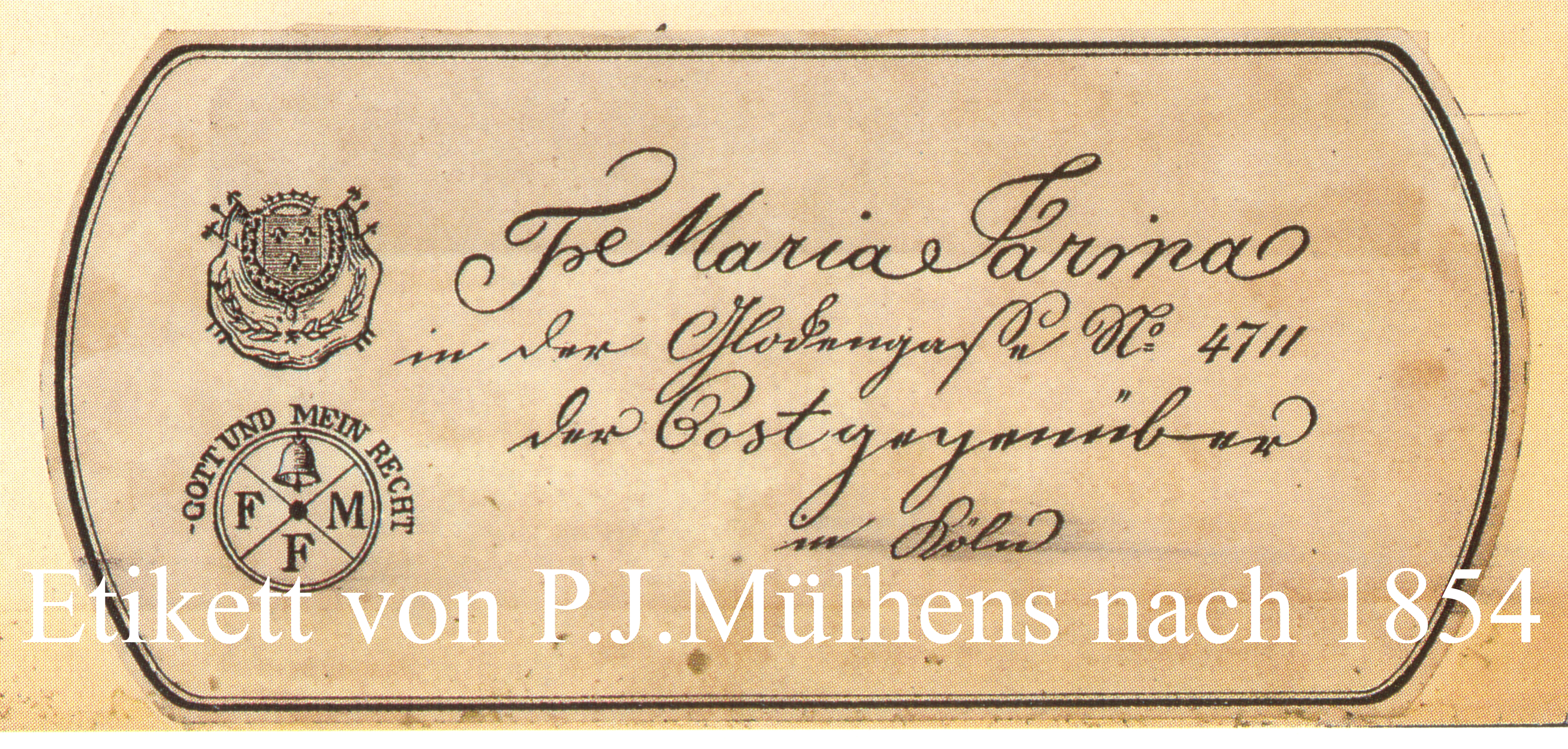
Etikett von Peter Joseph Mülhens für seine Firma nach 1856, nachdem er in der Glockengasse 26 gegenüber der Pferdepost domizilierte

1862 trat ein neues Namensgesetz tritt in Kraft, nach dem nur der Name eines Teilhabers als Firmenname benutzt werden darf. Mülhens verlor damit wieder die Grundlage für die Benutzung des Namens „FARINA“.
Um den Namen „FARINA“ weiter zu benutzen, ließ Peter Joseph Mülhens sich aus Lesmo in Italien den Tagelöhner Ludwig Franz Farina nach Köln kommen. Diesen ließ er 1865 eine „FARINA“-Firma eintragen. Er selbst löschte am 21. Oktober 1865 seine Firma, um sich drei Tage später von ihm die Firma „Franz Maria Farina in der Glockengasse 4711 der Post gegenüber“ übertragen zu lassen.
1872 machte Mülhens seinen Sohn Ferdinand zu seinem Teilhaber.
Zu Beginn der 1840er Jahre war er Aktionär der Rheinischen Zeitung und investierte später in die neu aufkommenden Industrien wie unter anderem Verkehrsbetriebe. Besonders engagierte er sich für den Bau der Eisenbahnstrecke Köln-Bonn.

## Politisches und soziales Engagement

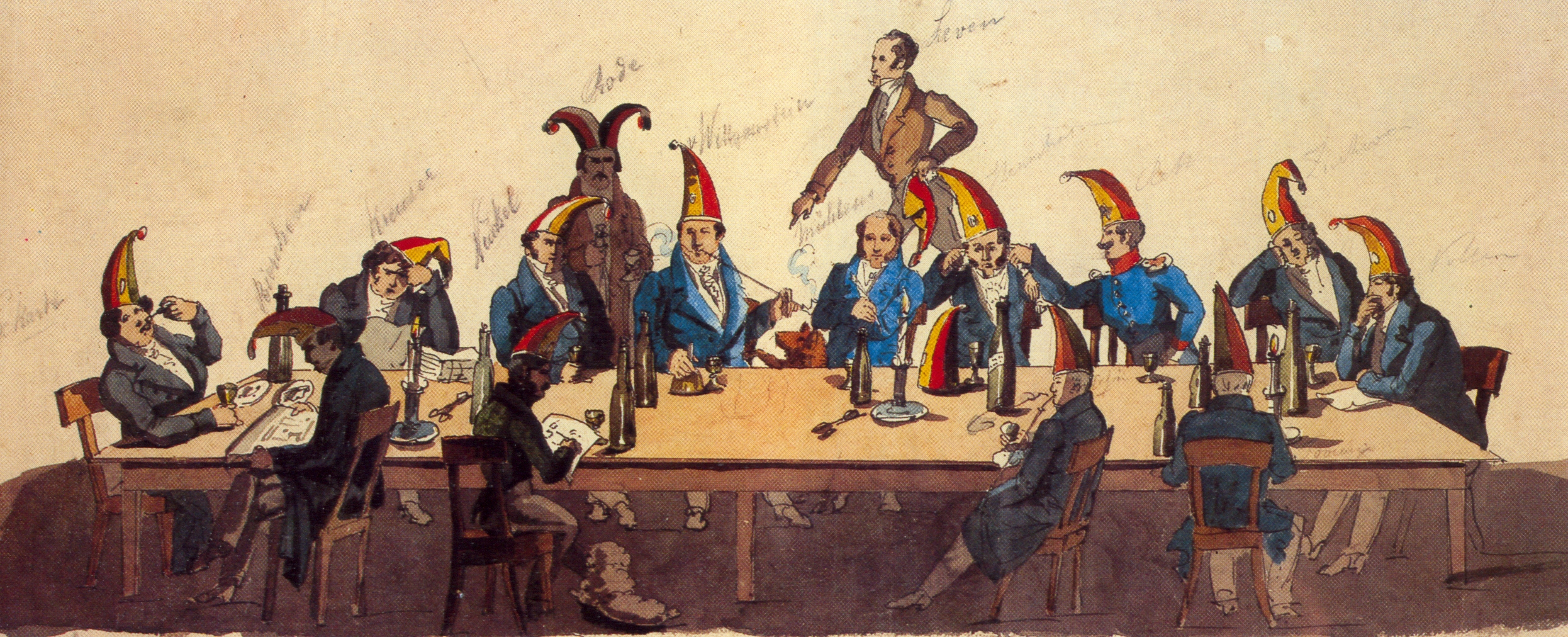
Das festordnende Komitee 1823 mit P. J. Mülhens

Seit dem Jahr 1852 bis zu seinem Tod gehörte er der Kölner Stadtverordnetenversammlung an, in der er sich insbesondere um Schulwesen und Armenverwaltung kümmerte. Auch dem Verwaltungsausschuss des Dombauvereins gehörte er an.
Mülhens starb 1873 im Alter von 72 Jahren und wurde in der Familiengrabstätte auf dem Kölner Melaten-Friedhof beigesetzt.